# Cantonul Tallard
Cantonul Tallard este un canton din arondismentul Gap, departamentul Hautes-Alpes, regiunea Provence-Alpes-Côte d'Azur, Franța.

## Comune
- Châteauvieux
- Fouillouse
- Jarjayes
- Lardier-et-Valença
- Lettret
- Neffes
- La Saulce
- Sigoyer
- Tallard (reședință)